# Thomas Bell

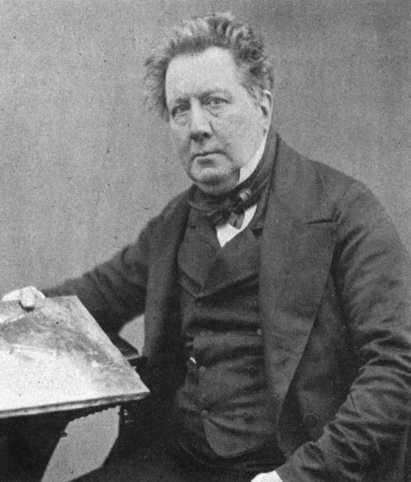
Thomas Bell

Thomas Bell (* 11. Oktober 1792 in Poole; † 13. März 1880 in Selborne) war ein britischer Arzt und Zoologe.

## Leben
Thomas Bell war ein Sohn des gleichnamigen Arztes Thomas Bell und dessen Frau Susan Gosse. Er besuchte zunächst die Schule seines Heimatortes und später die in Shaftesbury, bevor er 1813 seine Studien am Guy’s Hospital und St Thomas’ Hospital begann. 1815 trat er als Mitglied in das Royal College of Surgeons ein. 1817 wurde er als Nachfolger von Joseph Fox (1776–1816)  Zahnarzt am Guy's Hospital und begann dort auch Vorlesungen über vergleichende Anatomie zu halten. Etwa um 1819 begann Bell Amalgamfüllungen in seiner Praxis einzusetzen.
1815 wurde Bell Mitglied der Linné-Gesellschaft und 1817 auch Mitglied der Geologischen Gesellschaft. Sein besonderes Interesse galt der Zoologie. 1824 gründete er gemeinsam mit John George Children (1777–1852), James de Carle Sowerby und George Brettingham Sowerby (1780–1854) das Zoological Journal von dem bis 1835 insgesamt 5 Bände erschienen. Dort veröffentlichte er auch seine ersten Beschreibungen neuer Reptilien-Arten, so beispielsweise die der Nordafrikanischen Dornschwanzagame, der Dreistreifen-Scharnierschildkröte (Cuora trifasciata) und die der von den Galápagos-Inseln stammenden Meerechse (Amblyrhynchus cristatus).
Am 10. Januar 1828 wurde er Mitglied der Royal Society, für die er von 1848 bis 1853 zunächst als Sekretär und zweimal als Vizepräsident (1853–1854 und 1858–1860) tätig war.
Mit einer ursprünglich auf 8 Bände angelegten, mit 40 Tafeln von James de Carle Sowerby und Edward Lear illustrierten Monografie (A Monograph of the Testudinata) unternahm er von 1832 bis 1836 den Versuch alle bekannten lebenden und ausgestorbenen Schildkröten in einem Werk zusammenzufassen. 1836 wurde er Professor für Zoologie am King’s College London, eine Position, die er bis zu seinem Tod innehatte. In dem in diesem Jahr erschienenen Werk A history of British Quadrupeds beschäftigte Bell sich mit den britischen Landwirbeltieren. Es wurde in der ein Jahr später folgenden zweiten Auflage noch um Kapitel über Wale ergänzt. 1839 folgte mit A history of British reptiles ein Werk, in dem er sich endgültig seinem Spezialgebiet, den Reptilien zuwandte.
Als Charles Darwins nach seiner Reise mit der Beagle Ende 1836 nach London zurückkehrte, zeigte Bell besonders für dessen Reptilien Interesse. Er wurde von Darwin schließlich gebeten für das geplante Werke The Zoology of the Voyage of H.M.S. Beagle die Reptilien als fünften Band zu bearbeiten. Die endgültige Fertigstellung dieses Teils verzögerte sich jedoch durch eine längere Krankheit Bells.
Von 1844 bis 1859 war Bell der erste Präsident der 1844 neu gegründeten Ray Society. Im gleichen Jahr wurde er Ehrenmitglied des Royal College of Surgeons. Mit dem von 1844 bis 1853 herausgegebenen Werk A History of the British Stalk-eyed Crustacea verfasste er ein Standardwerk über die britischen Krebstiere. 
1848 wurde Bell Sekretär der Londoner Linné-Gesellschaft, der er schließlich von 1853 bis 1861 als Präsident vorstand. Während seiner Präsidentschaft wurden die Zusammenkünfte der Gesellschaft wieder lebendiger. Unter seinem Vorsitz wurden am 1. Juli 1858 unter dem Titel On the Tendency of Species to form Varieties; and on the Perpetuation of Varieties and Species by Natural Means of Selection gemeinsam zwei Arbeiten von Charles Darwin und Alfred Russel Wallace zur Theorie der Evolution durch natürliche Selektion verlesen.
Bell wurde zum Mitglied verschiedener ausländischer Wissenschaftsgesellschaften gewählt. So wurde er am 24. Mai 1853 als „Linnaeus II“ Mitglied der Leopoldina. Er war korrespondierendes Mitglied der Academy of Natural Sciences of Philadelphia, der Boston Society of Natural History, der Société d'Histoire de Naturelle von Paris und Mitglied der Ungarischen Akademie der Wissenschaften.
1866 erwarb Bell von Gilbert Whites (1720–1793) Großnichte das „The Wakes“ genannte Haus in Selborne und zog sich dorthin zurück. 1877 veröffentlichte er eine erweiterte Ausgabe von Whites Werk The Natural History of Selborne.
Frederick William Hope (1797–1862) erwarb 1862 Bells Sammlung von Land- und Wasserschildkröten, Krokodilen sowie Eidechsen und schenkte sie der Universität Oxford. Im gleichen Jahr kaufte John Westwood (1805–1893) von Bell dessen Sammlung von Krebstieren und vermachte sie ebenfalls der Universität Oxford. Heute sind diese Teile seiner Sammlung im Oxford University Museum of Natural History zu sehen.

## Schriften

### Werke
- The anatomy, physiology, and diseases of the teeth S. Highley, London 1829; online
- A Monograph of the Testudinata. S. Highley, London 1832-1836;   online
- A history of British Quadrupeds. J. van Voorst, London 1836
- A history of Britisch Quadrupeds including the Cetacea: Illustrated by nearly 200 Woodcuts 2. Auflage, Van Voorst, London 1837; online
- A history of British reptiles. J. Van Voorst, London 1839; online
- The Zoology of the Voyage of H.M.S. Beagle. Reptiles. Smith, Elder & Co., London 1842–1843
- A History of the British Stalk-eyed Crustacea. London 1844-1853; online
- Catalogue of Crustacea in the Collections of the British Museum. Part I: Leucosiadae. Taylor and Francis, London 1855
- A monograph of the fossil malacostracous Crustacea of Great Britain. Part I. Crustace of the London Clay. Palaeontographical Society, London 1857
- Monograph of the Fossil Malacostracous Crustacea of Great Britain. Part II. Crustacea of the Gault and Greensand. Palaeontographical Society, London 1862
- The Thomas Bell Library.": The Catalogue of 15000 Volumes of Scarce & Curious Printed Books and Unique Manuscripts Comprised in the Unrivalled Library Collected by the Late Thomas Bell ... Between the Year 1797 & 1860, which Will be Sold by Auction ... by Mr. Geo. Hardcastle on Monday, 15. Oct ..., J.G. Foster, 1860;online

### Zeitschriftenbeiträge (Auswahl)
- Description of a new species of Emarginula. In: Zoological Journal. Band 1, S. 53–53, W. Phillips, London 1824
- Remarks on the animal nature of sponges. In: Zoological Journal. Band 1, S. 202, W. Phillips, London 1824
- Note on the supposed identity of the genus Isodon of Say with Capromys. In: Zoological Journal. Band 1, S. 230–231, W. Phillips, London 1824
- Description of a new species of lizard. (Uromastyx acanthinurus) In: Zoological Journal. Band 1, S. 457–460, W. Phillips, London 1825
- On a new genus of Iguanidae. In: Zoological Journal. Band 2, S. 204–208, W. Phillips, London 1825 online
- Observations on the structure of the throat in the genus Anolis. In: Zoological Journal. Band 2, S. 11–14, W. Phillips, London 1826; online
- A monograph of the tortoises having a movable sternum with remarks on their arrangement and affinities. In: Zoological Journal. Band 2, S. 299–310, W. Phillips, London 1826; online
- Description of a new species of Terrapene with further observation on T. carolina and T. maculata. In: Zoological Journal. Band 2, S. 484–486, W. Phillips, London 1826; online
- On Leptophina, a group of serpents comprising the genus Dryinus of Merrem and a newly formed genus proposed to be named Leptophis. In: Zoological Journal. Band 2, S. 322–329, W. Phillips, London 1826; online
- On the structure and use of the submaxillary odoriferous gland in the genus crocodilus. In Philosophical Transactions. S. 132–138, W. Nicol, London 1827
- On two new genera of land tortoises. In: Transactions of the Linnean Society. Band 15, S. 392–401, R. Taylor, London 1827; online
- Descriptions of three new species of land tortoises. In: Zoological Journal. Band 3, S. 419–421, W. Phillips, London 1827
- On Hydraspis, a new genus of freshwater tortoises, of the family Emydidae. In: Zoological Journal. Band 3, S. 511–513, W. Phillips, London 1827
- Characters of the order, families, and genera of the Testudinata. In: Zoological Journal. Band 3, S. 513–516, W. Phillips, London 1828
- Descriptions of a new species of Anolius, and a new species of Amphisbaena collected by W.S. MacLeay, in the Island of Cuba. In: Zoological Journal. Band 3, W. Phillips, London 1828; online
- Description of a new species of Agama, brought from the Columbia River by Mr. Douglass. In: Transactions of the Linnean Society Band 16, S. 105–107, Linnean Society, London 1829; online
- Description of a new species of Phalangista. In: Zoological Journal. Band 4, R. Taylor, London 1829; online
- Description of a new genus of Reptilia of the family Scincidae. In: Zoological Journal. Band 4, S. 393, W. Phillips, London 1833
- Description of a new genus of Reptilia of the family of Amphisbaenidae. In: Zoological Journal. Band 5, S. 391–393 W. Phillips, London 1835
- Observations on the neck of the three-toed sloth, Bradypus tridactylus, Linn. In: Transactions of the Zoological Society of London, Band 1, S. 116, London 1835
- Observations on the neck of the three-toes sloth, Bradypus tridactylus, Linn. In: Transactions of the Zoological Society of London. Band 1, S. 113–116, Tafel 17, London 1835
- Observations on the genus Cancer of Dr. Leach (Platycarcinus, Latr.) In: Transactions of the Zoological Society of London. Band 1, S. 335–342, Tefeln 43-47, London 1835
- Some account of the Crustacea of the coasts of South America descriptions of new genera and species: Founded principally on the collections obtained by Mr. Cuming and Mr. Miller. In: Transactions of the Zoological Society of London Band 2, S. 39–66 London 1835; online
- Zoological observations on a new fossil species of Chelydra from Oeningen. In: Transactions of the Geological Society of London. Serie 2, Band 4, S. 379–381
- On the thalassina Emerii, a fossil crustacean. In: Proceedings of the Geological Society. Band 4, S. 360–362. London 1844
- On the Thalassina Emerii, a fossil Crustacean, forwarded by Mr. W. S. Macleay, from New Holland. In: Quarterly Journal of the Geological Society Band 1, Nr. 1, S. 93–94, 1845
- Horae carcinologicae, or notices of Crustacea. I: a monograph of the Leucosiadae. In: Annals and Magazine of Natural History. Band 16, S. 361–367, 1855
- Horae carcinologicae, or notices of Crustacea. I: a monograph of the Leucosiadae. In: Transactions of the Linnean Society. Band 21, S. 277–314, Tafeln 30–34, 1855; online